# Moerkerke
 (février 2008).
Si vous disposez d'ouvrages ou d'articles de référence ou si vous connaissez des sites web de qualité traitant du thème abordé ici, merci de compléter l'article en donnant les références utiles à sa vérifiabilité et en les liant à la section « Notes et références ».
Moerkeke est une section de la ville belge de Damme située en Région flamande dans la province de Flandre-Occidentale. C'était une commune à part entière avant la fusion des communes de 1977.  Lors d`une précédente fusion en 1971 Moerkerke avait intégré elle même les communes de Hoeke et Lapscheure.

## Démographie

### Évolution démographique: Avant la fusion de 1971
- Sources : INS, Rem. : 1831 jusqu'en 1970 = recensements[2].

### Évolution démographique de la commune fusionnée (1971-1976)
- Sources : INS, Rem. : 1831 jusqu'en 1970 = recensements, 1976 = nombre d'habitants au 31 décembre[3].

## Histoire
Les premières mentions du village datent de 1110. Moerkerke signifie « église dans un marais » : il s'agit à l'origine d'une chapelle dépendante d'Oostkerke et appartenant à l'Abbaye de Saint-Quentin-en-l'Isle. Moerkerke ne deviendra paroisse que plus tard dans le siècle.
Il y aurait également eu un donjon qui était le siège de la seigneurie locale, le futur château de Moerkerke (nl). Entre 1134 et 1160, la zone autour de Moerkerke a été en grande partie inondée. À la fin du XIIe siècle, la partie sud de Moerkerke a été endiguée par la Branddijk et la Damweg, et le Waterpolder a été créé. Vers 1228, la zone au nord de ladite digue fut drainée et le Maldegemse Polder fut créé. En 1234, Moerkerke était déjà mentionnée comme paroisse indépendante.
En plus du siège des seigneurs du lieu, il y avait aussi le Hof van Altena (Château d'Altena (Moerkerke) (nl), un fief de Bruges. Il s'y trouvait aussi deux monastères : l'abbaye de Zoetendale (sur le territoire de Middelburg) et le monastère de Sarepta (nl). Pendant les guerres de religion (fin du XVIe siècle) ces monastères sont abandonnés.
En plus de l'agriculture, il se trouvait des moulins à vent et des briques y étaient fabriquées.
Vers 1845, les sœurs maricoles s'installent à Moerkerke. Elles assuraient l'éducation des filles. En 1843 et 1846 respectivement, le canal Léopold et le canal de Schipdonk sont creusés sur le territoire de Moerkerke. Ces canaux sont parallèles dans cette zone.
Beaucoup de dégâts ont été causés à la fois pendant la Première Guerre mondiale et - surtout - pendant la Seconde Guerre mondiale. Les 13 et 14 septembre 1944, la bataille de 't Molentje a eu lieu entre les Canadiens et les Allemands. Les Canadiens n'ont ensuite pas réussi à traverser le canal Léopold, de sorte que Moerkerke s'est retrouvé en première ligne pendant un certain temps. De nombreuses destructions ont été faites. Quelques bunkers de la Première Guerre mondiale (appartenant à la Hollandstelling (nl)) et de la Seconde Guerre mondiale sont toujours présents.

### Église
L'ancienne église a disparu. Sa tour s'est effondrée en 1547, elle sera reconstruite deux ans plus tard mais l'église sera entièrement détruite en 1600. Reconstruite encore en 1654, elle sera remplacée par l'édifice actuel qui a été consacré en 1870 sous le patronage de saint Denis. Le 12 septembre 1944 son clocher sera victime de la bataille de Het Molentje en recevant neuf tirs volontaires de l'artillerie allemande placée de l'autre côté du canal pour éviter qu'il ne serve de poste d'observation. Il sera reconstruit mais avec une hauteur moindre après la guerre sans non plus être d'une forme identique à la construction du XIXe siècle.

### Château
Le monument le plus ancien est le château médiéval de Moerkerke qui appartenait à une vieille famille noble, les van Praet. Restauré après une longue période de délabrement, il est aujourd'hui transformé en hôtel avec salles pour des réceptions. On trouve aussi en dehors de l'agglomération le Château d'Altena (Moerkerke) (nl).

### Moulins
Il ne subsiste aucun des sept anciens moulins du village. Le quartier het Molentje garde la mémoire du dernier d'entre eux resté en activité jusqu'en 1922 après avoir été tenu plus de 150 ans par la famille van Schuts. C'était un moulin en bois reconstruit en pierres en 1858. Il a comme le clocher de l'église été victime de la Seconde Guerre mondiale : le 12 septembre 1944, des chars canadiens l'ont abattu en pensant qu'il était utilisé comme lieu de vigie par les troupes allemandes. Les ruines ont été rasées en 1957.

## Géographie
Moerkerke est entouré de beaucoup de verdure. À côté des canaux (canal Léopold et canal de Schipdonk) s'étendent de vastes polders avec des fermes anciennes et de nombreuses petites chapelles.